# RFC-Editor
Der RFC-Editor ist der Herausgeber der Request for Comments (RFC). Der RFC-Editor bringt freigegebene RFCs in ihre endgültige Form, veröffentlicht und archiviert diese in einem Online-Verzeichnis.
Steve Crocker begründete die RFC-Reihe 1969 mit der Veröffentlichung von RFC 1. Jon Postel übernahm 1971 die Rolle des RFC-Editors und prägte über die folgenden 27 Jahre den Prozess und ihre heutige Form. Postel rekrutierte Helfer, die nach seinem Tod 1998 am USC Information Sciences Institute (ISI) eine Gruppe etablierten, die die Rolle des RFC-Editors ausübte. 2009 wurde die kalifornische Firma Association Management Solutions (AMS) mit der Aufgabe des RFC-Editors beauftragt.
Finanziert wurde der RFC-Editor bis 1998 von der DARPA, in deren Auftrag das Arpanet entwickelt wurde. 1998 übernahm die Internet Society die Finanzierung. Seit 2018 wird der RFC-Editor von der Verwaltungsfirma der IETF finanziert.